# يورغن شرايبر (رجل أعمال)
يورغن شرايبر (بالألمانية: Jürgen Schreiber)‏ هو شخصية أعمال ألماني، ولد في 7 فبراير 1962.